# Michel Mulders
Michel Mulders (Den Bosch, 1 april 1959) is een Nederlandse componist en sounddesigner.

## Loopbaan
Michel Mulders componeert en produceert onder andere muziek voor speelfilms, documentaires, moderne dans, theater en commercials. Naast componist, producer en sounddesigner is Michel Mulders oprichter van geluidsstudio Centersound en de muziekuitgeverij Spectral-Records.
Hij richtte in 1982 de New Wave formatie Spectral Display op. De groep had een hit in 1982 met het nummer It Takes A Muscle To Fall In love. Het nummer werd ge-covered door diverse internationale acts waaronder  M.I.A.. Zij bracht deze track als haar tweede single uit van het album MAYA. In 2020 is het derde album You Steal My Heart uitgebracht. 
It Takes A Muscle To Fall in Love is onder andere gebruikt in Amerikaanse films zoals Simon Killer van Antonio Campos, de romantische comedy Straight Up van James Sweeney en in Prins van de Nederlandse filmmaker Sam de Jong (welke een Gouden Kalf won voor Beste filmmuziek).

## Filmmuziek
- Het Wonder van Rotterdam (1984)
- Paul Chevrolet & de Ultieme Hallucinatie (1985)
- De Wisselwachter (1987)
- Ei (1988)
- Hersenschimmen (1988)
- Krokodillen in Amsterdam met Henk van der Meulen (1990)
- Viaduc (1991)
- Anne Frank, Boek van Dromen (1993)
- The Escape met Loek Dikker (1994)
- Mykosch (1995)
- Gestolen Uren (1995)
- Generations (2000)
- Secrets (2003)
- De Sommeltjes - 13 afleveringen (2003)
- Traces (2014)

## Muziek voor Moderne dans
- Hoe Laat Is 't (1980)
- The Big Apple (1982)
- Profiel, Gotspe (1983)
- She Said (1984)
- Stradszinski (1985)
- So Long Johnny (1986)
- Ghetto (1986)
- The Perfect Portrait (1987)
- Maat & Heil (1987)
- Figures In Movement I, II & III met Loek Dikker (1987)
- Serres Chaudes (1988)
- Angels Beyond Reason (1988)
- Do You Fancy Any Cream (1988)
- In Het Donker Zijn De Dingen (1989)
- Herinneringen Van Een Valk (1989)
- King Of The Sheath (1991)
- De trofeeënkamer (1991)
- Medea (1992)
- The Topor Treatment (1994)
- Is-Land (1994)
- Blauwbaard (1995)
- La Strada (1996)
- Edele Sappen (1997)
- De Scrupuleuzen (1998)
- City Life (1999)
- De Hondenman (2000)
- Picnic (2000)

## Discografie
Albums Film/Theater muziek
- She Said, Gotspe, LP (1984)
- So Long Johnny, LP (1986)
- De Wisselwachter, LP(1987)
- Music For Film, Video & Broadcasting, CD (1992)
- The Alphabet Of Dutch Filmmuziek, CD (1995)
- Nederlandse Filmmuziek, CD (2000)
- Music for Film, Modern Dance & Theatre (Original Score) (2020)
- Music for Film, Modern Dance & Theatre II (Original Score) (2020)
- The Pointsman, Egg (Original Motion Picture)  (2020)

Albums met Spectral Display
- Spectral Display (1982), LP EMI
- Too Much Like Me (1984), LP EMI
- You Steal My Heart (2020) CD Spectral-Records

Singles met Spectral Display
- It Takes A Muscle To Fall In Love (1982), EMI
- There A Virus Going Round (1982), EMI
- Electric Circus (1982), EMI
- Danceable (1984), EMI
- Legendary (1984), EMI
- Too Much Like Me (1984), EMI
- It Takes A Muscle To Fall In Love (Remix) (2019), EMI
- It Takes A Muscle (Reggae Version) (2019), Spectral-Records
- You Steal My Heart, (2020), Spectral-Records
- Niet Zonder Jou !, (2020), Spectral-Records
- To Me You’re Everything, (2021), Spectral-Records
- You’re My Religion, (2021), Spectral-Records
- It Burns You When It's Hot, (2021), Spectral-Records
- Lay All Your Love On Me, (2022), Spectral-Records
- Runnin' For Your Love, (2022), Spectral-Records
- I'll Give You The Night, (2023), Spectral-Records
- More Than A Feeling (2023), Spectral-Records
- Slowly (2023), Spectral-Records

## Prijzen
- Gold Music Award De Wisselwachter, Jos Stelling Dutch Filmfestival 1987
- Gouden Lessenaar 'Beste muziek' De Wisselwachter, Jos Stelling Dutch Filmfestival 1987
- Grand Prix Rome Cadans, Jubileumfilm 150 jaar Nederlandse Spoorwegen 1989
- Gouden Kalf 'Best Music' Ei International Film Award 1989
- Gold STEMRA Music Award Contrast SAM Festival Holland 1991
- Silver Music Award 'Best Original Music’ Contrast New York Festivals 1992
- Silver STEMRA Music Award The World Behind Our Business Card SAM Festival Holland 1993
- Silver Medal Anne Frank Chicago Filmfestival 1993
- Gold Medal Anne Frank The New York Festivals 1993
- Silver Screen Award ‘Music & Audio’ Inside Information Film & Video Festival Chicago 1994
- Gold STEMRA Music Award Amazing Amsterdam SAM Festival Holland 1995
- Gold STEMRA Music Award Grolsch Tijd SAM Festival Holland 1997
- Award Of Excellence for the record breaking achievement of Titanic on video 1998
- Silver STEMRA Music Award Window of Opportunity SAM Festival Holland 1998
- Gold STEMRA Music Award Het Bescheiden Tientje SAM Festival Holland 1998
- Gold Camera Award ‘Best Original Music’ Generations US Film & Video Festival Chicago 2000
- Silver Music Award Generations SAM Festival Holland 2000
- Gold Award ‘Audio’ Generations IVCA Festival London 2000
- Finalist Certificate 'Best Orignal Music' Secrets The New York Festivals 2002
- Silver Award 'Best Music' Secrets IVCA Londen 2003
- Silver Screen Award 'Best Music' Secrets US International Film & Video Festival 2003
- Gouden Kalf 'Best Music' Prins  Featuring: It takes a Muscle to fall in love by Spectral Display Dutch Film Festival 2015
- Gouden Reiger  Douane 360 'Inside Anywhere, Insights Everywhere'  Festival Holland 2023